# Beşiktaş JK (basquetbol)
El Beşiktaş İstanbul és la secció de basquetbol del Beşiktaş JK de la ciutat d'Istanbul, Turquia.

## Palmarès masculí
- FIBA EuroChallenge
  - Campions (1): 2011-12
- Lliga turca
  - Campions (2): 1975, 2012
  - Finalistes (7): 1972, 1976, 1977, 1982, 1983, 2005, 2017
- Copa turca
  - Campions (1): 2012
  - Finalistes (3): 1971, 1973, 2011
- Copa presidencial turca
  - Campions (1): 2012
  - Finalistes (1): 1987

## Palmarès femení
- Lliga turca
  - Campiones (3): 1984, 1985, 2005
  - Finalistes (3): 1986, 2006, 2007
- Copa turca
  - Finalistes (4): 1997, 2002, 2005, 2007
- Copa presidencial turca
  - Campiones (1): 2006
  - Finalistes (2): 2005, 2007

## Jugadors destacats
- Kerem Tunçeri
- Haluk Yıldırım
- Levent Topsakal
- Ufuk Sarıca
- Hüsnü Çakırgil
- Ömer Büyükaycan
- Tamer Oyguç
- Faruk Beşok
- Deron Williams
- Allen Iverson
- Khalid El-Amin
- Michael Wright
- Donnell Harvey
- Ivan McFarlin
- Larry Ayuso
- Kimani Ffriend
- Ratko Varda
- Predrag Drobnjak
- Virginijus Praškevičius
- Carlos Arroyo